# Théâtre Asie-Pacifique

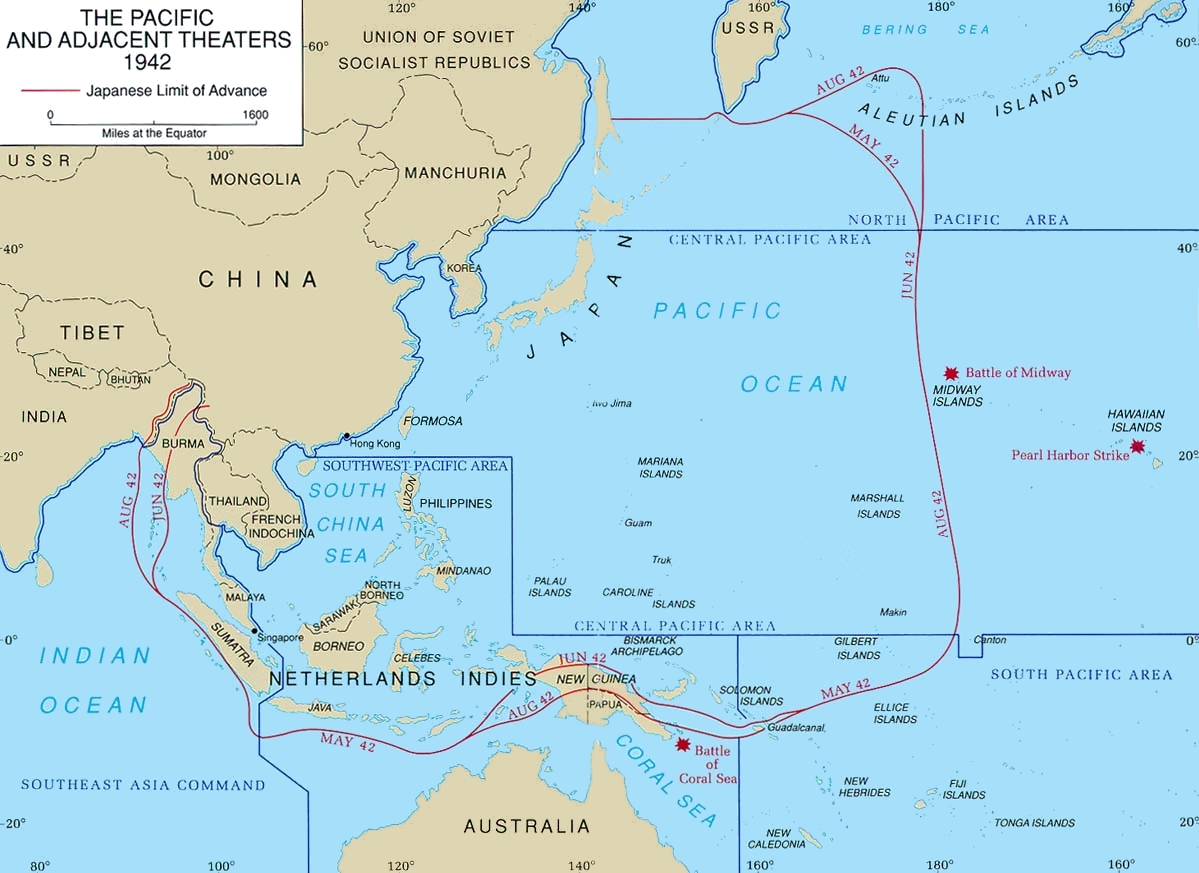
Carte du théâtre Asie-Pacifique montrant ses zones composantes. (Le théâtre Chine-Birmanie-Inde relevait du South East Asia Command britannique).

Le théâtre Asie-Pacifique est le théâtre d'opérations des forces américaines pendant la Seconde Guerre mondiale dans la guerre du Pacifique en 1941-1945. De la mi-1942 jusqu'à la fin de la guerre en 1945, il y a deux commandements opérationnels américains dans le Pacifique. Les Pacific Ocean Areas (POA), divisées en plusieurs régions : la Central Pacific Area, la North Pacific Area et la South Pacific Area, sont commandées par l'amiral de la flotte Chester W. Nimitz, commandant en chef des zones de l'océan Pacifique. La South West Pacific Area (SWPA) est commandée par le général d'armée Douglas MacArthur, commandant suprême des forces alliées de la zone sud-ouest du Pacifique. Au cours de 1945, les États-Unis ajoutent le commandement militaire de l'United States Strategic Air Forces in the Pacific, commandées par le général Carl A. Spaatz.
En raison des rôles complémentaires de l'armée des États-Unis et de la marine des États-Unis dans la conduite de la guerre sur le théâtre du Pacifique, il est impossible de mener la guerre avec un seul commandement général (comparable à celui du général de l'armée Dwight D. Eisenhower sur le théâtre d'opérations européen) ; au contraire, le théâtre Asie-Pacifique était divisé en trois commandements majeurs.

## Grandes campagnes et batailles

### Pacific Ocean Area

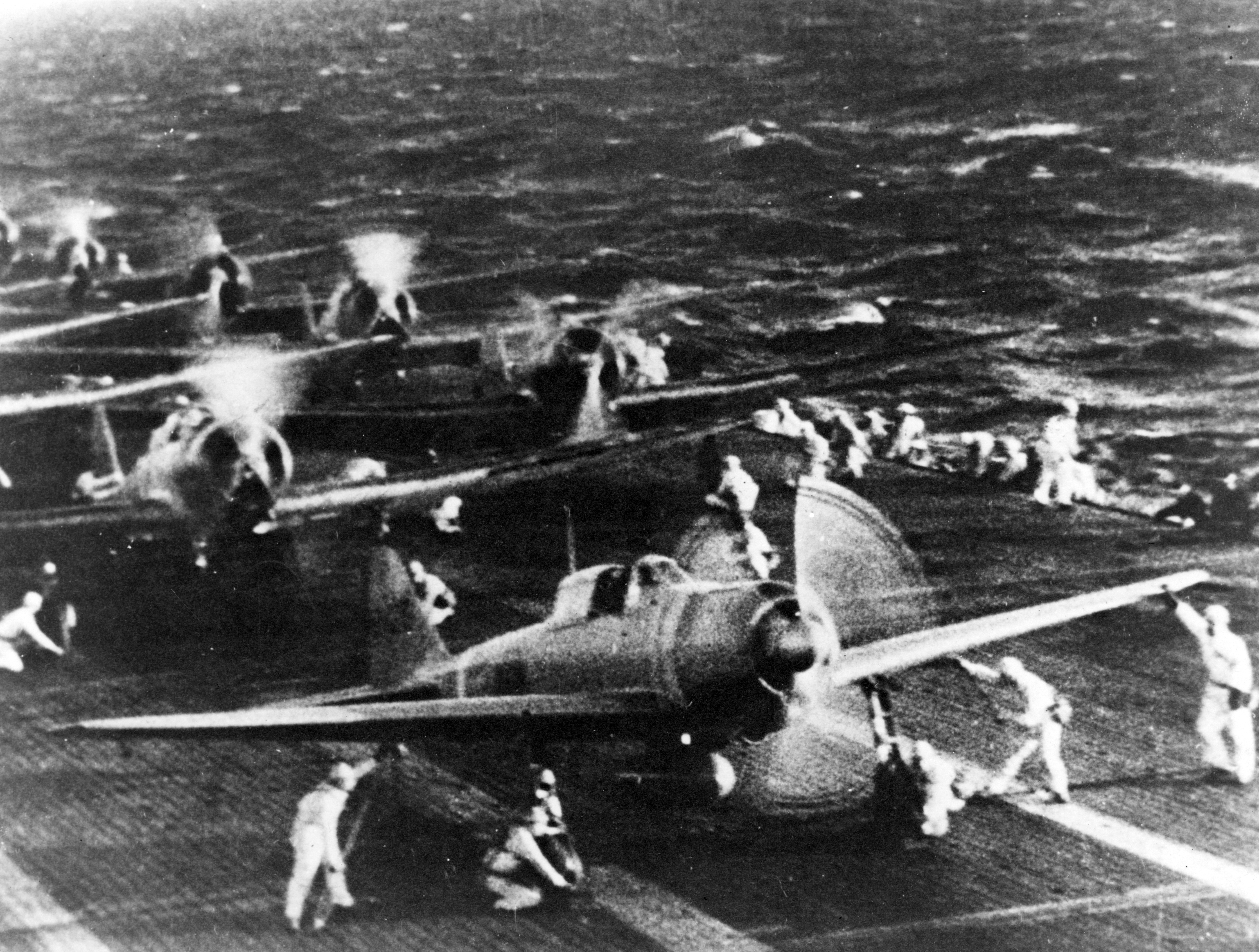
Des avions de la marine japonaise se préparent à attaquer Pearl Harbor.

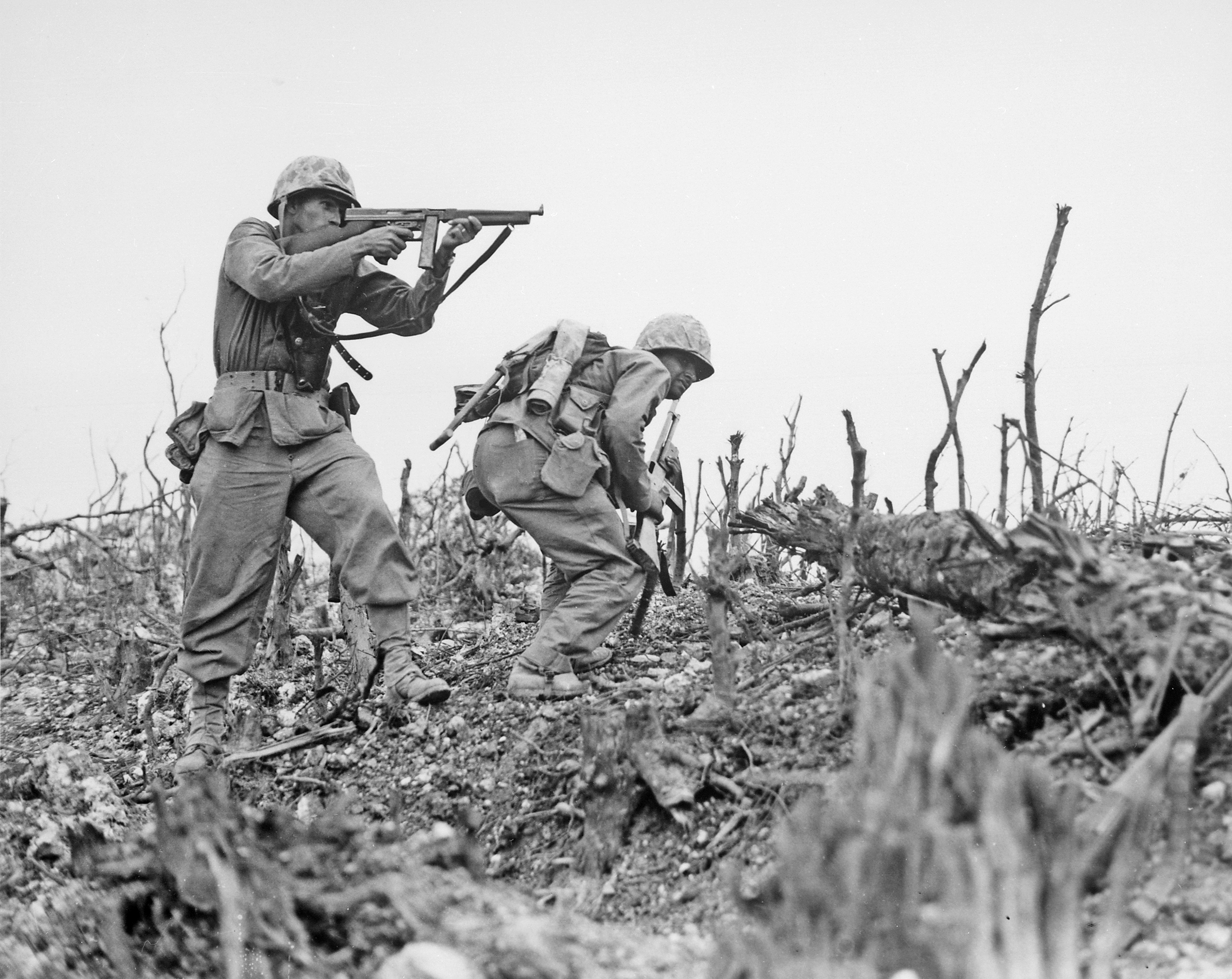
Okinawa, 1945. Un US Marine braque une mitraillette Thompson sur un tireur d'élite japonais, alors que son compagnon se met à couvert.

#### North Pacific Area
- Campagne des îles Aléoutiennes, 1942-1943
  - Bataille des îles Komandorski, mars 1943[3]

#### Central Pacific Area
- Attaque de Pearl Harbor, 7 décembre 1941[3]
- Bataille de Guam, 8-10 décembre 1941
- Bataille de l'atoll de Wake, 8-23 décembre 1941[1]
- Raid sur les îles Gilbert et Marshall, 1er février 1942
- Raid de Doolittle, 18 avril 1942[3]
- Bataille de Midway, 4-7 juin 1942[3]
- Raid de Makin, 17-18 août 1942[4]
- Campagne des îles Gilbert et Marshall, novembre 1943 – février 1944
  - Bataille de Tarawa, 20-23 novembre 1943[3]
  - Bataille de Makin, 20-23 novembre 1943
  - Bataille de Kwajalein, 31 janvier – 3 février 1944[5]
  - Raid sur Truk, 17-18 février 1944
  - Bataille d'Eniwetok, 17-23 février 1944[6]
- Campagne des îles Mariannes et Palaos, 1944
  - Bataille de Saipan, juin 1944[7]
  - Bataille de la mer des Philippines, juin 1944[8]
  - Bataille de Guam, juillet – août 1944
  - Bataille de Tinian, juillet – août 1944
  - Bataille de Peleliu, septembre – novembre 1944
  - Bataille d'Angaur, septembre – octobre 1944
- Bataille du golfe de Leyte, octobre 1944[note 1].
  - Bataille de la mer de Sibuyan, octobre 1944[note 2]
  - Bataille du cap Engaño, octobre 1944[note 3]
- Campagne des archipels Ogasawara et Ryūkyū, 1945
  - Bataille d'Iwo Jima, février 1945[3]
  - Bataille d'Okinawa, avril 1945[3]

#### South Pacific Area
- Campagne de Guadalcanal, août 1942 – février 1943
  - Bataille de l'île de Savo, 9 août 1942[12]
  - Bataille des Salomon orientales, 24-25 août 1942[13]
  - Bataille du cap Espérance, 11-12 octobre 1942[14]
  - Bataille des îles Santa Cruz, 26 octobre 1942[15]
  - Bataille navale de Guadalcanal, 12-15 novembre 1942[3]
  - Bataille de Tassafaronga, 30 novembre 1942[3]
- Campagne des îles Salomon, janvier 1942 – novembre 1943
  - Bataille de Nouvelle-Géorgie, juin-août 1943
  - Bataille du golfe de Kula, 6 juillet 1943
  - Bataille de Kolombangara, 12-13 juillet 1943
  - Bataille du golfe de Vella, 6-7 août 1943
  - Bataille de Vella Lavella, août-octobre 1943
    - Bataille navale de Vella Lavella : 6-7 octobre 1943
    - Bataille terrestre de Vella Lavella : 15 août – 9 octobre 1943

  - Campagne de Bougainville, novembre 1943 – août 1945
    - Débarquements au cap Torokina (Opération Cherryblossom), 1er-3 novembre 1943
    - Bataille de la baie de l'impératrice Augusta, 1er-2 novembre 1943
    - Bombardement de Rabaul, 2-11 novembre 1943
    - Bataille de la lagune de Koromokina, 7-8 novembre 1943
    - Bataille pour le sentier de Piva, 8-9 novembre 1943
    - Bataille de Coconut Grove, 13-14 novembre 1943
    - Bataille de Piva Forks, 18-25 novembre 1943
    - Bataille du cap Saint-George, 25 novembre 1943
    - Raid sur Koiari, 28-29 novembre 1943
    - Bataille de la crête Hellzapoppin et de la colline 600A, 12-24 décembre 1943
    - Pacification de Rabaul, 17 décembre 1943 – 8 août 1945
    - Bataille des îles Green, 15-20 février 1944
    - Seconde bataille de Torokina, du 8 au 25 mars 1944
    - Bataille de la crête Pearl, 30-31 décembre 1944
    - Bataille de la crête Tsimba, 17 janvier – 9 février 1945
    - Bataille de la butte de Slater, 28 mars – 6 avril 1945
    - Bataille de la rivière Hongorai, 17 avril – 22 mai 1945
    - Bataille de la plantation Porton, 8-10 juin 1945
    - Bataille de Ratsua, juin-août 1945

### South West Pacific Area
- Bataille des Philippines (1942)
  - Bataille de Bataan, 7 janvier – 9 avril 1942
  - Bataille de Corregidor, 5-6 mai 1942
- Campagne des Indes orientales néerlandaises, 1941–42
  - Bataille de Bornéo (1941–42), 16 décembre 1941 – mars 1942
  - Bataille de Manado, 11–13 janvier 1942
  - Bataille de Tarakan (1942), janvier 11–12, 1942
  - Bataille de Balikpapan (1942), 23–24 janvier 1942
  - Bataille d'Amboine, 30 janvier – 3 février 1942
  - Bataille de Palembang, 13–15 février 1942
  - Bataille du détroit de Makassar, 4 février 1942
  - Bataille du détroit de Badung, 19–20 février 1942[16]
  - Première bataille de la mer de Java, 27 février 1942[3],[16]
  - Bataille du détroit de la Sonde, 28 février – 1er mars 1942[16]
  - Seconde bataille de la mer de Java, 1er mars 1942[16]
  - Invasion de Java (1942), 28 février – 12 mars 1942
  - Invasion du Timor, 19 février 1942 – 10 février 1943
- Campagne de Nouvelle-Guinée, 1942–45
  - Bataille de Rabaul (1942), 23 janvier – 9 février 1942
  - Bombardement de Rabaul (1942), février-mars 1942
  - Invasion de Salamaua-Lae, 8-13 mars 1942
  - Bataille de la mer de Corail, 4-8 mai 1942
  - Campagne de la piste Kokoda, 21 juillet – 16 novembre 1942
    - Invasion de Buna-Gona, 21-27 juillet 1942
    - Bataille de Kokoda, 28–29 juillet 1942 - 8–10 août 1942
    - Bataille d'Isurava, 26–31 août 1942
    - Première bataille du ruisseau Eora, 31 août 1942 – 5 septembre 1942
    - Bataille d'Efogi, 6–9 septembre 1942
    - Bataille d'Ioribaiwa, 14–16 septembre 1942
    - Seconde bataille du ruisseau Eora, 11–28 octobre 1942
    - Bataille d'Oivi–Gorari, 4–11 novembre 1942

  - Bataille de la baie de Milne, 25 août – 7 septembre 1942
  - Bataille de Goodenough, 22-27 octobre 1942
  - Bataille de Buna-Gona-Sanananda, 16 novembre 1942 – 22 janvier 1943
  - Bataille de Wau, 29 janvier - 4 février 1943
  - Bataille de la mer de Bismarck, 2-4 mars 1943
  - Débarquements à Woodlark et Kiriwina (Opération Chronicle), 30 juin 1943
  - Campagne de Salamaua-Lae, avril–septembre 1943
    - Bataille de Bobdubi, 22 avril 1943 – 19 août 1943
    - Bataille de Mubo, 22 avril 1943 – 14 juillet 1943
    - Bataille de la crête Lababia, 20–23 juin 1943
    - Débarquement de la baie de Nassau, 30 juin - 6 juillet 1943
    - Bataille du mont Tambu, 16 juillet 1943  – 18 août 1943
    - Débarquement à Lae (Opération Postern), 4–16 septembre 1943
    - Bataille de Nadzab (Opération Postern), 5 septembre 1943

  - Campagne de la péninsule de Huon, septembre 1943 – mars 1944
    - Débarquement sur Scarlet Beach (Opération Diminish), 22 septembre – 2 octobre 1943
    - Bataille de Finschhafen, 22 septembre – 24 octobre 1943
    - Bataille de Sattelberg, 17–25 novembre 1943
    - Bataille de Wareo, 27 novembre – 8 décembre 1943
    - Bataille de Sio, 5 décembre 1943 – 1er mars 1944
    - Débarquement sur Long Island, 26 décembre 1943
    - Débarquement sur Saidor (Opération Michaelmas), 2 janvier 1944 – 10 février 1944

  - Campagne des monts Finisterre, septembre 1943 – avril 1944
    - Bataille de Kaiapit, 19–20 septembre 1943
    - Bataille de Dumpu, 22 septembre – 4 octobre 1943
    - Bataille de la position The Pimple, 27–28 décembre 1943
    - Bataille de la crête Shaggy, 19–31 janvier 1944
    - Bataille de Madang, février – avril 1944

  - Campagne de Bougainville, novembre 1943 – août 1945 (mentionné comme faisant partie des campagnes de Nouvelle-Guinée et des Îles Salomon)
  - Campagne de Nouvelle-Bretagne, décembre 1943 – août 1945
    - Bataille d'Arawe, 15 décembre 1943 – 24 février 1944
    - Bataille de Cape Gloucester, 26 décembre 1943 – 16 janvier 1944
    - Bataille de Talasea, 6 – 9 mars 1944
    - Débarquement de la baie de Jacquinot, 4 novembre 1944
    - Bataille de la baie de Wide–baie d'Open, décembre 1944 – avril 1945

  - Campagne des îles de l'Amirauté, 29 février – 18 mai 1944
  - Débarquement sur Emirau, 20 - 27 mars 1944
  - Campagne de Nouvelle-Guinée occidentale, avril 1944 – août 1945
    - Bataille de Hollandia et Aitape, 22 avril 1944[17]
    - Bataille de Wakde-Sarmi, 17 mai – 2 septembre 1944
    - Bataille de Wakde, 18–21 mai 1944
    - Bataille de Biak, 27 mai 1944[17]
    - Bataille de Noemfoor, 2 juillet - 31 août 1944[18]
    - Bataille de la rivière Driniumor, 10 juillet – 25 août 1944
    - Bataille de Sansapor, 30 juillet – 31 août 1944
    - Bataille de Morotai 15 septembre 1944[17]
    - Campagne d'Aitape-Wewak, novembre 1944 – août 1945
- Campagne des Philippines, 1944-45
  - Bataille de Leyte, octobre–décembre 1944
  - Bataille du golfe de Leyte, octobre 1944
    - Bataille du passage de Palawan, octobre 1944
    - Bataille du détroit de Surigao, octobre 1944
    - Bataille de Samar, octobre 1944

  - Bataille de Mindoro, décembre 1944
  - Invasion du golfe de Lingayen, janvier 1945
  - Bataille de Luçon, janvier–août 1945
  - Bataille de Manille, février–mars 1945
  - Bataille de Corregidor, février 1945
  - Bataille de Palawan, février–avril 1945
  - Bataille des Visayas, mars–juillet 1945
  - Bataille de Mindanao, mars–août 1945
  - Bataille de Maguindanao, janvier–septembre 1945
- Campagne de Bornéo, 1945
  - Bataille de Tarakan, mai–juin 1945
  - Bataille du Bornéo du Nord, juin–août 1945
  - Bataille de Balikpapan, juillet 1945

### China-Burma-India Theater[19]

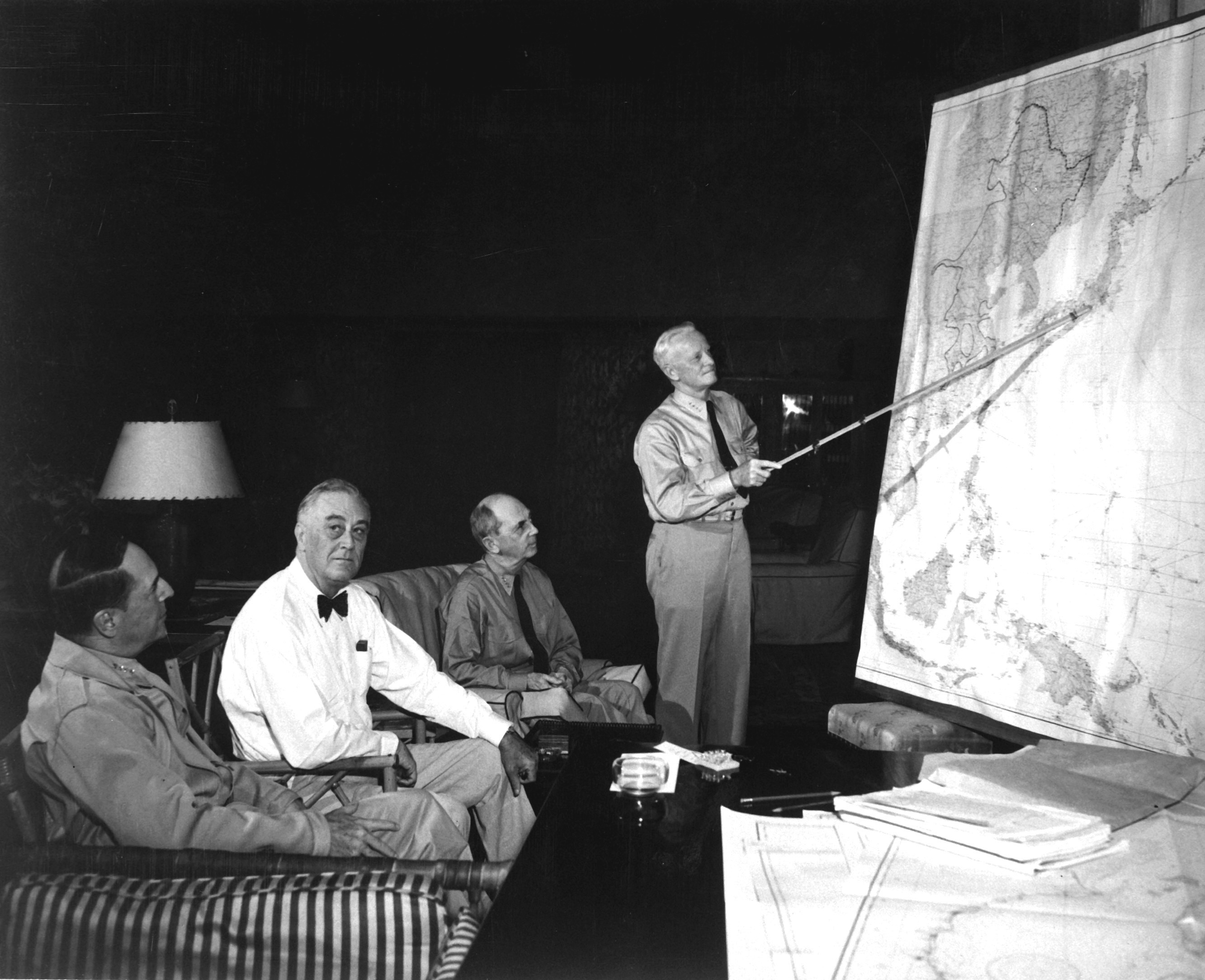
Conférence stratégique à Honolulu en 1944. De gauche à droite : MacArthur, Roosevelt, Leahy et Nimitz. La discussion évalue les options de Formose ou des îles Philippines comme prochaine cible opérationnelle sur le théâtre du Pacifique.

- Birmanie, décembre 1942 – mai 1942
- Inde-Birmanie, avril 1942 – janvier 1945
- Défensive de la Chine, juillet 1942 – mai 1945
- Birmanie centrale, janvier 1945 – juillet 1945
- Offensive de Chine, mai 1945 – septembre 1945